# Ferdinando Visconti
Ferdinando Visconti (Palermo, 3 gennaio 1772 – Napoli, 28 settembre 1847) è stato un militare, geografo, cartografo e geodeta italiano, servendo dapprima nel Regno di Napoli ma perseguitato per le sue idee giacobine passò al servizio delle varie entità statuali italiane del periodo napoleonico, per poi tornare, dopo la restaurazione, a vivere e lavorare nel Regno delle Due Sicilie.

## Biografia
Nato a Palermo nell'allora Regno di Sicilia, il 3 gennaio 1772, da Domenico, ufficiale dell'esercito borbonico, e da Francesca Palumbo; nel 1786 fu ammesso alla neo istituita Reale accademia militare dalla quale si licenziò il 27 febbraio 1791 col grado di alfiere (equivalente a quello di sottotenente di altri eserciti) del Corpo di artiglieria e genio, salvo poi rimanervi come insegnante di matematica iniziando al tempo stesso a coltivare interesse per la geografia, l'astronomia, la navigazione e la cartografia.
Influenzato dalle idee giacobine dei matematici Carlo Lauberg e Annibale Giordano, fu tra gli ufficiali che presero contatto coi francesi della squadra navale del contrammiraglio Latouche-Tréville, nel gennaio del 1793, durante la sosta nel porto di Napoli per le riparazioni dei danni subiti a causa di un fortunale al largo di Civitavecchia. Arrestato nel marzo 1794 e accusato di cospirazione, venne processato dalla prima Giunta di Stato e condannato, il 3 ottobre 1794, a dieci anni di reclusione e al successivo esilio perpetuo «dai Reali Dominî», pena la morte, Il Visconti fu quindi radiato dall'esercito l'11 novembre 1794 e tradotto in carcere presso il castello dell'isola di Pantelleria dove permarrà per 7 anni, incontrando e condividendo dal 1799 la prigionia con Francesco Fuoco col quale avrà modo di studiare ed approfondire le scienze matematiche al punto che tra i due si venne a creare un sodalizio scientifico e un legame di amicizia che rimase saldo per il resto della loro vita.
Scarcerato nel 1801 in virtù delle clausole previste negli accordi della pace di Firenze, firmata da Napoleone Bonaparte e dal re di Napoli Ferdinando IV il 28 marzo dello stesso anno e che prometteva un'amnistia generale a tutti i condannati politici, rientrò a Napoli iniziando a insegnare matematica mentre il frammassone Giuseppe Zurlo, allora ministro delle finanze, lo propose quale ingegnere geografo aggiunto nonché successore di Antonio Rizzi Zannoni alla direzione dello stabilimento topografico napoletano, ma fallendo a causa dell'opposizione di re Ferdinando IV che non volle ammetterlo in quanto precedentemente accusato di essere un Repubblicano.
Impossibilitato a reinserirsi nella società napoletana, Visconti si rifugiò quindi a Milano dove il 7 settembre 1802 venne nominato tenente in secondo (sic.) nel Corpo degli ingegneri geografi della Repubblica Cisalpina, comandato dallo svedese Gustavo Tibell, divenendo discepolo del famoso astronomo Barnaba Oriani col quale affinò le proprie conoscenze sul calcolo e la geodesia.
In virtù delle notevoli capacità professionali, Visconti ricoprì da subito l'incarico di vicecapo-sezione del Corpo topografico, retto, dal 23 agosto 1805, dal capitano Antonio Campana; Visconti fu riconfermato in tale ruolo nel maggio del 1805 con decreto dell'allora ministro della guerra del Regno Italico Domenico Pino, venendo nominato capitano in secondo (sic.) nonostante l'interessamento del Campana, soltanto il 21 settembre 1809, salvo  poi essere promosso capitano in primo (sic.) il 23 agosto 1810 per l'ottimo lavoro svolto, agli ordini del generale di divisione Charles Nicolas d'Anthouard de Vraincourt, nella determinazione dei confini tra il Tirolo del Regno di Baviera e le Province Illiriche dell'Impero Francese a seguito del trattato di Schoenbrunn.
Nel frattempo, fra il 1808 e il 1813, su incarico del viceré d'Italia Eugenio di Beauharnais lavorò anche a una carta dettagliata del mare Adriatico cui si dedicò per il resto della sua permanenza nel Deposito della guerra di Milano intraprendendo un viaggio lungo le coste dell'Istria, delle isole Quarnerine, della Dalmazia e Albania fino a Budua. L'ultimo avanzamento di grado ottenuto in quella sede fu a quello di caposquadrone (equivalente a maggiore per i corpi tecnici) e direttore in seconda del Deposito medesimo, l'8 luglio 1813.
Dopo la sconfitta nella battaglia di Lipsia per mano degli alleati ed il crollo della primavera del 1814 nella campagna di Francia, culminato con la battaglia di Parigi e l'abdicazione di Napoleone a Fontainebleau il 6 aprile, si pose fine all'egemonia napoleonica sull'Europa e di conseguenza in Italia a quella del viceré Eugenio di Beauharnais (25 maggio 1814). La Lombardia ritornò sotto l'egida austriaca assieme al Veneto grazie anche alla defezione di Murat che, per mantenere la corona, si accordò con gli Austriaci, rendendo quindi possibile il trasferimento di Visconti da Milano a Napoli, il quale, dietro sua esplicita richiesta, ottenne il congedo dal servizio dall'Esercito del Regno Italico, il 9 maggio 1814, rientrando nella capitale del Regno murattiano il 21 maggio dello stesso anno, il giorno seguente la morte dell'illustre geografo padovano Giovanni Antonio Rizzi Zannoni. Tornato quindi a Napoli, prese a dirigere lo Stabilimento topografico venendo testé nominato, con due distinti decreti di Murat, colonnello e direttore del Deposito generale della guerra, il 29 settembre 1814, strutturandolo sulla fattispecie degli omologhi a Parigi e a Milano, iniziando contestualmente a lavorare su una carta topografica del Regno.
Con la seconda restaurazione borbonica del giugno 1815, il re Ferdinando IV non si diede alle repressioni e alle persecuzioni del 1799. La struttura militare murattiana rimase quasi intatta, soprattutto grazie all'ottima preparazione degli ufficiali e della buona organizzazione di tutto il sistema. Tuttavia, tra l'esercito napoletano e quello siciliano, il primo risultava meglio addestrato e dotato degli uomini più capaci. Visconti, venne dunque confermato nella direzione del Deposito generale della guerra con il decreto del 21 dicembre 1815 ma a causa delle rivalità innescatesi tra i militari borbonici e quelli murattiani, si giunse al decreto del 22 gennaio 1817 con il quale il Deposito generale della guerra veniva smembrato in due enti distinti: il Deposito della guerra, affidato a Giuseppe di Brocchetti e l'Officio topografico, affidato invece a Visconti.
Visconti venne dunque reintegrato nell'esercito l'11 gennaio 1831, riacquisendo il vecchio grado di colonnello del Genio ma fu solo dopo la morte del precedente direttore Giovanni Melorio che poté rientrare, il 22 ottobre 1835 nell'Officio topografico, assumendone la direzione.
Il 16 aprile 1843 venne nominato brigadiere (generale) ed ispettore del Reale officio topografico e degli Istituti di educazione militare continuando al tempo stesso a dirigere lo stabilimento topografico essendo l'unico in grado di padroneggiare con disinvoltura le questioni scientifiche connesse alla topografia ed alla geodesia.
Socio di diverse accademie come l'Accademia Pontaniana del Regno delle Due Sicilie, ed europee quali la Société de Géographie francese, la Royal Geographical Society, la Astronomical Society di Londra e la Società geografica di Atene, era coniugato con donna Adelaide, matrimonio dal quale non ebbe figli. Visconti fu "Rapito ai viventi per cancrenosa risipola nelle gambe" mentre era in servizio a Napoli, il 28 settembre 1847.

## Onorificenze
Ferdinando Visconti fu insignito delle seguenti alte onorificenze:

## Opere
- Ferdinando Visconti, Dei lavori geodetici fatti in questi ultimi tempi nel regno di Napoli. Lettera al sig. conte Annibale Ranuzzi da Bologna, in Antologia Italiana, giornale di Scienze, Lettere ed Arti, II, n. 3, Torino, Giuseppe Pomba & C., 1847,  pp. 270-294.
- Ferdinando Visconti, Notizia intorno al Reale Officio Topografico di Napoli ed ai lavori in esso eseguiti, in Annuario Geografico Italiano, I, Bologna, Pubblicato da Annibale Ranuzzi, Libreria Rusconi, 1844,  pp. 19-27.
- Ferdinando Visconti, Sulla posizione geografica e sulla larghezza della Bocca del Mare Adriatico. Memoria presentata alla Reale Accademia delle Scienze dal socio ordinario Ferdinando Visconti nella tornata del 22 agosto 1823, in Atti della Reale Accademia delle Scienze. Sezione della Società Reale Borbonica, II. Parte I, Napoli, 1825.